# Mick Quinn
Michael Milton Quinn (Cambridge, Inglaterra, 17 de diciembre de 1969) es un músico inglés miembro de la banda Supergrass.
Antes de que formase parte de Supergrass tocó por poco tiempo en algunas bandas locales y grabó cintas caseras, hasta que empezó a trabajar en local Harvester.
Un nuevo empleado de Harvester, el jovencísimo Gaz Coombes de 16 años, habló con él y le mostró su interés en la música y que le gustaría formar una banda con Mick de 22, así pues decidió dejar los ensayos con su banda. Poco tiempo después en 1993, Mick tocaba el bajo como miembro de su nueva banda, que se convertiría en Supergrass. La banda tuvo un masivo éxito en el Reino Unido con el tema "Alright" en 1995, canción que se convirtió en un himno adolescente de aquella época.
Reside en Oxford con su mujer e hijos. Su padre es el bioquímico australiano Peter Quinn, el cual trabaja en King's College London.